# Jogmai
Jogmai is een dorpscommissie (Engels: village development committee, afgekort VDC; Nepalees: panchayat) in het oosten van Nepal, gelegen in het district Ilam in de Mechi-zone. Ten tijde van de volkstelling van 2001 had het een inwoneraantal van 3464 personen, verspreid over 674 huishoudens; in 2011 waren er 3422 inwoners, verspreid over 726 huishoudens.